# Geschützter Landschaftsbestandteil Humpertteich/Humpertbach

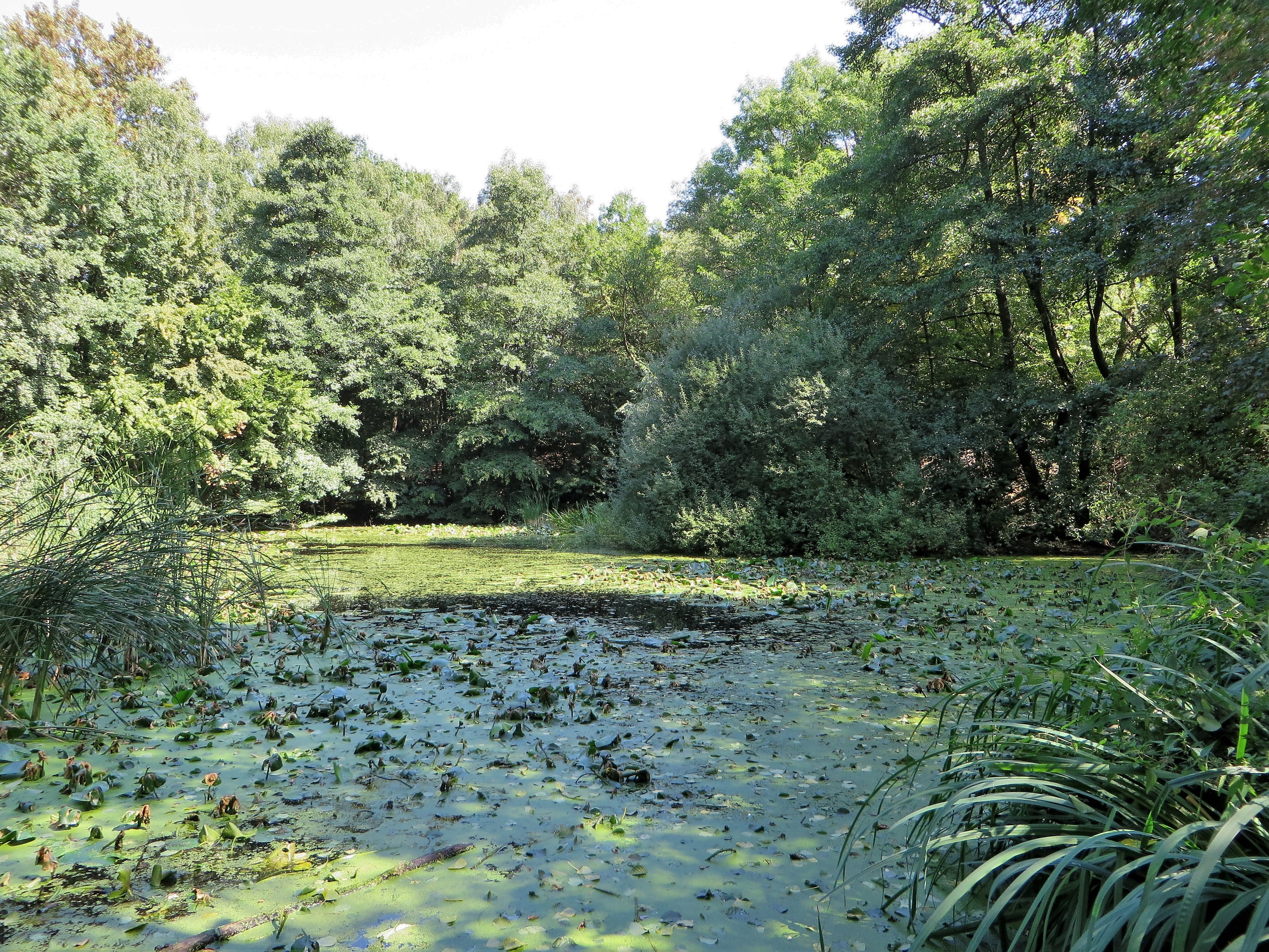
Geschützter Landschaftsbestandteil Humpertteich/Humpertbach

Der Geschützte Landschaftsbestandteil Humpertteich/Humpertbach mit einer Flächengröße von 1,21 ha befindet sich östlich vom Ischelandstadion auf dem Gebiet der kreisfreien Stadt Hagen in Nordrhein-Westfalen. Der LB wurde 1994 mit dem Landschaftsplan der Stadt Hagen vom Stadtrat von Hagen ausgewiesen.

## Beschreibung
Beschreibung laut Landschaftsplan: „Es handelt sich um einen Bachsiepen mit naturnahem Gehölzbestand und einer Teichanlage (Bachstau).“

## Schutzzweck
Laut Landschaftsplan erfolgte die Ausweisung insbesondere: 
- „zur Sicherung der Leistungsfähigkeit des Naturhaushalts durch Erhalt eines Lebensraumes für charakteristische Tier- und Pflanzenarten der Fließgewässer und eines arten- und strukturreichen Gehölzbestandes mit Biotopfunktion insbesondere für Vögel, Kleinsäuger und Insekten.“[1]